# Decimus Artorius Fructus
Decimus Artorius Fructus war ein antiker römischer Goldschmied (aurifex), der in der frühen Kaiserzeit in Rom tätig war.
Decimus Artorius Fructus ist einzig durch seine Grabinschrift auf einer Marmorurne bekannt. Die Inschrift wurde in Rom gefunden und befindet sich heute im Landhaus Rokeby Park, County Durham, England. Laut der Inschrift verstarb er im Alter von 27 Jahren und war Sohn eines Spurius Artorius Fructus (nach anderer Lesung eines unbekannten Vaters), wobei die Inschrift nicht angibt, ob auch dieser als Goldschmied tätig war. Die Inschrift lautet: